# Araneus parvus
Araneus parvus là một loài nhện trong họ Araneidae.
Loài này thuộc chi Araneus. Araneus parvus được Ferdinand Karsch miêu tả năm 1878.